# Heterachthes candidus
Heterachthes candidus är en skalbaggsart som först beskrevs av Bates 1885. Heterachthes candidus ingår i släktet Heterachthes och familjen långhorningar.
Artens utbredningsområde är Panama. Inga underarter finns listade i Catalogue of Life.